# Schütte-Lanz
La Luftschiffbau Schütte-Lanz, conosciuta semplicemente come Schütte-Lanz, fu un'azienda aeronautica tedesca, principalmente nota per la costruzione di dirigibili ad uso militare e civile nei primi decenni del XX secolo.
Brevemente attiva anche nella produzione di automobili e, durante la prima guerra mondiale, di aerei militari, il livello raggiunto nella costruzione dei suoi modelli di dirigibili rigidi era pari se non, grazie a diverse tecnologie utilizzate, superiore alla più nota concorrente Luftschiffbau Zeppelin.

## Storia
L'azienda è stata fondata dall'industriale Karl Lanz e l'ingegnere Johann Schütte il 22 aprile 1909 a Rheinau, località ora integrata nel tessuto urbano di Mannheim, mentre l'impianto di produzione era situato a Brühl nei pressi di Mannheim. La principale differenza costruttiva dei loro dirigibili da quelli realizzati dalla Luftschiffbau Zeppelin stava nel loro materiale da costruzione della struttura del telaio, in legno, a differenza del duralluminio impiegato dai concorrenti. Solo in un secondo tempo, nella progettazione di dirigibili da trasporto passeggeri pianificati per la produzione nel dopoguerra, era stato previsto il passaggio al duralluminio anche per i propri modelli.
Fino ad allora, però, la Schütte-Lanz aveva prodotto, oltre a circa 500 aerei realizzati negli stabilimenti di Zeesen, nel Brandeburgo, solamente dirigibili per uso militare. Al termine della prima guerra mondiale, le limitazioni all'aviazione militare e civile imposte alla Repubblica di Weimar dal Trattato di Versailles crearono i presupposti per la chiusura dell'azienda che, non avendo commesse nel mercato nazionale ne avevano compromesso la solidità economica, sorte comune alle aziende aeronautiche attive nell'oramai scomparso Impero tedesco. Impossibilitata a continuare l'attività l'azienda chiuse nel 1925.